# Peder Jensen Hegelund
Peder Jensen Hegelund (født 9. juni 1542 i Ribe, død 18. februar 1614) var en dansk skolemand, gejstlig og forfatter.
Som ung student levede Hegelund i Niels Hemmingsens hus og gjorde senere en rejse til tyske universiteter, hvor han blev promoveret som magister. Ved sin hjemkomst 1568 blev Hegelund skolemester i sin fødeby, og til denne stilling er hans litterære virksomhed fortrinsvis knyttet. Foruden pædagogisk og moralsk opbyggelig litteratur, hvoraf mange småskrifter foreligger fra hans hånd, dyrkede Hegelund med forkærlighed skolekomedien. Sandsynligvis har han oversat forskellige bibelske komedier, som han lod sine disciple opføre, og hans vigtigste arbejde Susanna og Calumnia fra 1576 (udgivet af Birket-Smith 1888—90) skylder også denne interesse sin tilblivelse. Mens det egentlige stykke Susanna kun er en bearbejdelse af en tysk skolekomedie og således har overvejende betydning som sprogmonument, har Hegelund tilføjet et originalt mellemspil, hvori Calumnia, bagvaskelsens og klaffersygens fule gudinde, i lighed med datidens dramatiske "moraliteter" i en monolog af et omfang lige så stort som selve hovedstykket udvikler sit væsen og sin karakter og nu og da også drøfter tidens historie. Ligesom Susanna har Calumnia ulige mere sproglig end digterisk fortjeneste. 1580 ombyttede Hegelund skolegerningen med lektorembedet ved domkapitlet; 1588 blev han sognepræst ved domkirken, og han døde som biskop over Ribe Stift.